# Verbesina pseudoclausseni
Verbesina pseudoclausseni là một loài thực vật có hoa thuộc họ Asteraceae.
Loài này chỉ có ở Brasil.